# And the Wiener Is…
And the Wiener Is… («И пенисом становится…») — пятая серия третьего сезона мультсериала «Гриффины». Премьерный показ состоялся 8 августа 2001 года на канале FOX. В России премьерный показ состоялся 2 августа 2002 года на канале Рен-ТВ.

## Сюжет
Питер уверен, что его сын Крис никогда и ни в чём не сможет его превзойти. Принимая душ после баскетбола, Питер видит, что у Криса пенис больше, чем у него самого. Подавленный Питер покупает себе длинную красную, напоминающую пенис машину и ездит в ней по тоннелю туда-сюда, изображая половой акт. После этого он вступает в Национальную Ружейную Ассоциацию (National Gun Association), считая, что это увеличит размер его пениса. На охоте Питера и Криса атакует медведь. Крис прогоняет медведя (а Питер застыл в страхе), так как он смотрел сериал «Когда медведи атакуют». Питер начинает гордиться своим сыном и извиняется за своё поведение.
Тем временем Мег пытается стать черлидером, но её берут лишь в отряд знаменосцев. Недоброжелатели забрасывают Мег тухлым мясом из специально сконструированной машины. Лоис готовится отомстить за позор дочери. Мег заводит дружбу с сексапильной одноклассницей Конни Д’Амико, но она быстро кончается: Конни приглашает Мег на своё 16-летие, где она со своими друзьями жестоко подшучивает над Мег, заставив последнюю поцеловать вместо красивого мальчика свинью, которую тот держит в руках. В отместку Лоис посылает Куагмира расквитаться с Конни и её друзьями.

## Создание
Авторы сценария: Майк Баркер и Мэтт Уэйцман
Режиссёр: Берт Ринг
Приглашённые знаменитости: Патрик Даффи (в роли Джека), Лиза Уилхойт (в роли Конни Д’Амико) и Дебра Уильсон.

## Реакция общественности
23 января 2005 года, после повторного показа этого эпизода по телевидению, Телевизионный Совет Родителей (регулярный критик «Гриффинов») назвал этот эпизод «Худшим телешоу недели». Совет направил жалобу в Федеральное агентство по связи, хотя эпизод и имел рейтинг «детям до 14», а также предупреждения о наличии в эпизоде ненормативной лексики, непристойных разговоров и умеренных сексуальных намёков, а также цензурой были вырезаны несколько сцен с обнажёнными телами. ФАпС США отклонило жалобу ТСР. Интересно то, что после премьерного показа этого эпизода в 2001 году ТСР никаких претензий не высказал.